# Сафаров, Амирджон
Амиржо́н Сафа́ров (узб. Amirjon Safarov; род. 18 февраля 1995, Самарканд) — узбекистанский футболист, нападающий клуба «Худжанд».
Родился 18 февраля 1995 года в Самарканде. В 2006 году с 11 лет начал заниматься футболом. Первый тренер — Саме Эгамбердиев. В 2013 году начал играть за молодёжную команду самаркандского «Динамо». Свой первый матч за основную команду «Динамо» сыграл в 2015 году против ташкентского «Локомотива» в рамках Кубка Узбекистана.
После вылета «Динамо» в первую лигу, стал одним из основных футболистов команды. В сезоне 2016 года стал лучшим бомбардиром первой лиги, забив 17 голов.

## Достижения
- Лучший бомбардир первой лиги чемпионата Узбекистана: 2016